# Papa Zefirin
Papa Zefirin (n.  ?, Roma, Imperiul Roman – d. 20 decembrie 217 d.Hr., Roma, Imperiul Roman) a deținut funcția papală cu aproximație în perioada anilor 198 – cca. 218

## Viața
Papa Zefirin a fost roman.
Sub pontificatul său, marele teolog alexandrian, Origene, a vizitat Roma, „fiind nespus de dornic să-și poată purta privirea  (să-și odihnească privirea) pe o foarte antică Biserică”.
A păstorit bazându-se pe diaconul său, care mai apoi i-a fost succesor, Calixt, căruia i-a încredințat administrarea cimitirului oficial al Bisericii din Roma. Teolog mediocru, Papa  Zefirin a fost acuzat de prezbiterul Hipolit că ar fi favorizat erezia modalistă, care tindea să nege orice distincție între Persoanele Preasfintei Treimi. 
Pe timpul pontificatului său, Biserica romană a fost agitată și de alte dispute doctrinare privitoare fie la mișcarea eretică montanistă fie la opiniile eronate ale adopțianiștilor, care considerau că Isus Christos până la botez ar fi avut numai o simplă natură omenească.
Nu este dovedit temeinic dacă Papa Zefirin a îndurat martiriul, cert este însă că a fost înmormântat în cimitirul de pe via Appia, aproape de Catacomba Sfântului Calixt.
Papa Zefirin este sărbătorit pe 26 august.